# Кротяча епопея
«Кротяча епопея» — трилогія ілюстрованих видань для дітей Тараса Прохаська та Мар'яни Прохасько. Об'єднала книжки «Хто зробить сніг», «Куди зникло море» і «Як зрозуміти козу», що входили протягом 2013—2015 років у «Видавництві Старого Лева».

## Книги серії
| Назва               | Опис | Рік  | Кількість сторінок | ISBN                   |
| ------------------- | --- | ---- | ------------------ | ---------------------- |
| «Хто зробить сніг»  | Тепла казка по родину кротів та їх тринадцять кротенят, про дружбу та взаємодопомогу, про турботу та домашній затишок, а також про те, хто насправді робить сніг. | 2013 | 72                 | ISBN 978-617-679-027-3 |
| «Куди зникло море»  | Велика кротяча родина зібралася в далекі краї — туди, де тепло і росте виноград, з якого на зиму можна заготувати багато поживних родзинок. Удома, в Буковому лісі, залишилися тільки Муркавка, Повз і Мартіна. Але дітям не лячно самим, бо ж у них є друзі — бобреня Загата, білки Жужіка та Ержіка, — з якими кожен день сповнений несподіванок і пригод. Тим паче, що до Букового лісу завітала знаменита співачка Соня Садова, а разом із нею — справжня детективна історія. | 2014 | 88                 | ISBN 978-617-679-091-4 |
| «Як зрозуміти козу» | Муркавка, Повз та їх друзі вирушають на кораблі з поетичною назвою «Метафора» в мандри до моря. Пригоди приведуть їх на острів, де вони навчаться розуміти навіть… козу. | 2015 | 88                 | ISBN 978-617-679-165-2 |

У 2017 у «Видавництві Старого Лева» вийшла книжка «Життя і сніг» Тарас Прохасько та Мар'яна Прохасько. Це книжка-картинка за мотивами книжки з картинками «Хто зробить сніг». Новий формат з новим поглядом, новими акцентами і новими відтінками. Головним викликом для авторів стало розповісти стару історію трохи іншими засобами, де картинки набувають стрункішого значення, де випадковість перетворюється на закономірність і структурованість, а слова, яких стає значно менше, укладаються в нову мову — лаконічну і виважену.

## Нагороди
«Хто зробить сніг»
- переможець конкурсу «Книга року BBC — 2013» у номінації «Дитяча Книга року ВВС — 2013»;

- премія «ЛітАкцент року — 2013» у номінації «Поезія і проза для дітей»;

- перше місце рейтингу «Книжка року — 2013» у номінації «Дитяче свято».

Книга потрапила до одного з найпрестижніших світових каталогів дитячих книжок «Білі круки — 2014» (The White Ravens 2014).
«Куди зникло море»
- увійшла до 20 найкращих книг премії «Найкраща книга Форуму видавців» (2014).

## Переклади
Права на видання «Хто зробить сніг» корейською мовою придбало видавництво «BookNBean Publisher», латиською — «Janis Roze Publishers», китайською — «Guangxi Normal University Press». У видавництві «Guangxi Normal University Press» китайською вийшли також «Куди зникло море» та «Як зрозуміти козу».

## Цікаво знати
Одна з героїнь книжки «Куди зникло море» — Соня Садова — «ожила» і записала власний альбом, послухати який можна, придбавши книгу (на конверті є спеціальний QR-код, за яким можна завантажити сторінку і знайти цілий альбом пісень Соні Садової). Тексти пісень для Соні написали Софія Андрухович та Таня Малярчук, а музику написала і заспівала Дана Винницька.